# Batalla dels Échaubrognes
La batalla d'Échaubrognes va tenir lloc el 18 de maig de 1815 durant la guerra de Vendée de 1815.

## Preludi

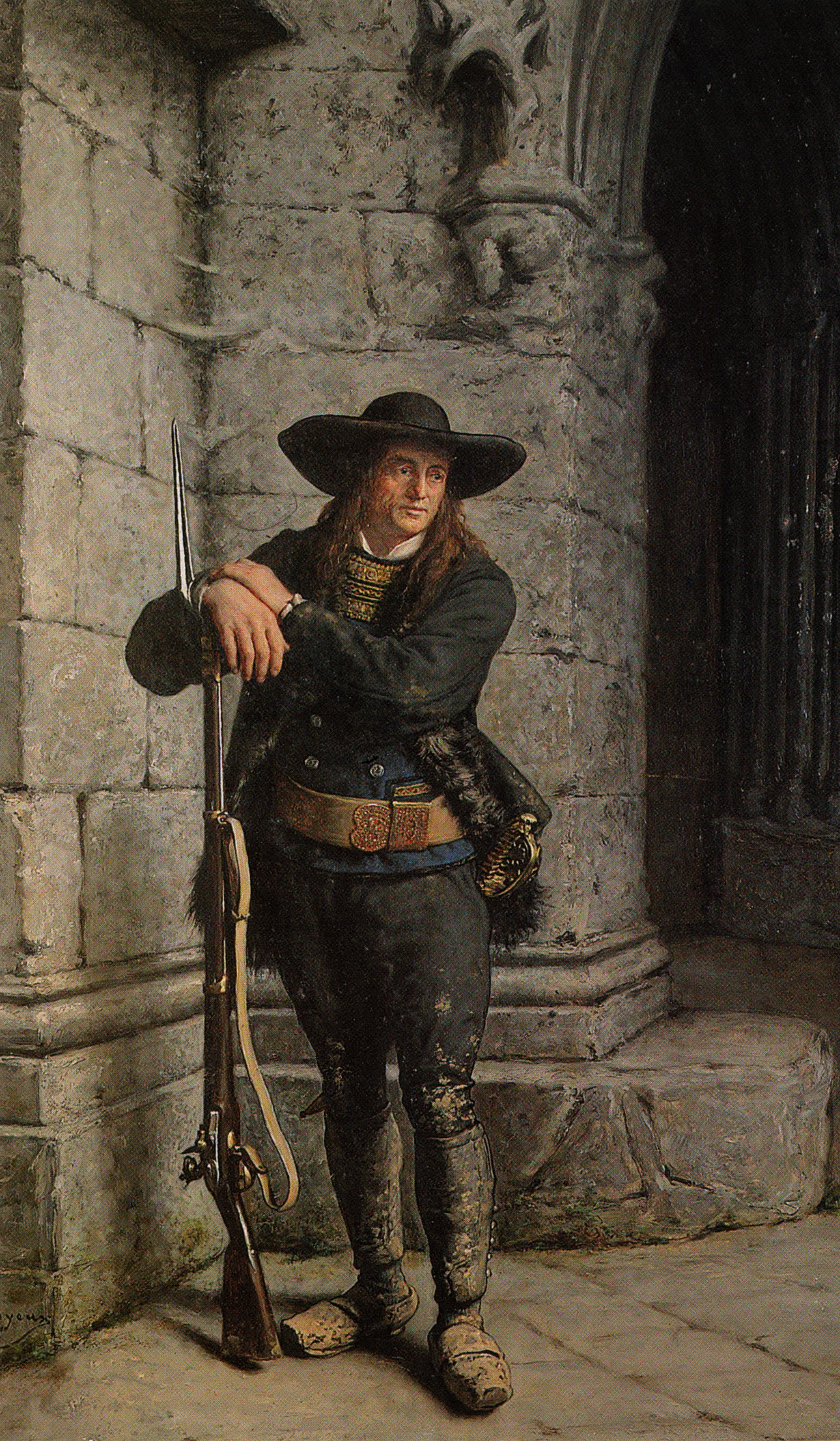
Chouan Bretó

El 17 de maig de 1815, aproximadament entre 2.000 i 3.000 pagesos rebels es van reunir als Aubiers (actualment un barri de Bordeus), sota les ordres d'Auguste du Vergier de La Rochejaquelein i Simon Canuel. Segons les memòries de Simon Canuel, la tropa comptava precisament amb 2.240 homes, entre ells 300 veterans de les anteriors guerres de Vendée. Un terç d'aquesta tropa està armada només amb pals i els altres homes només tenen fusells de caça amb només tres o quatre cartutxos. Només els veterans, havent proporcionat per avançat i a càrrec seu, tenen entre trenta i quaranta cartutxos.
Els Vendéans van sortir aleshores de Les Aubiers i es van dirigir cap a Cholet. En el camí, s'han d'ajuntar a Maulévrier amb una petita columna comandada per Langrenière. Però en arribar prop d'aquesta ciutat, van saber que una tropa d'Imperials havia sortit de Cholet i marxava cap a Châtillon-sur-Sèvre. Aquesta tropa està formada per 800 a 1.200, homes del regiment 26 d'infanteria de línia, comandat pel coronel Prévost.

## Procés
El 18 maig, els imperials van entrar temeràriament a Saint-Pierre-des-Échaubrognes, sense avantguarda i sense guàrdia de flanc. Aleshores cauen en una emboscada creada a l'interior de la població pels Vendéans. Diversos soldats van morir o van ser ferits en la primera descàrrega i els altres van intentar reformar. Fora de la ciutat, els Vendeans també van intentar envoltar els imperials per atacar-los per diversos costats. Tanmateix, aquests últims van aconseguir alliberar-se gràcies a la manca de munició dels seus enemics i van arribar a Châtillon-sur-Sèvre, on es van reformar. En adonar-se que els Vendéans ja no disposaven de munició, els imperials es van valorar i es van establir en una posició avantatjosa prop de Châtillon. Els reforços de Langrenière s'havien retirat finalment sense lluitar, els Vendéans es van retirar i van retrocedir a Saint-Aubin-de-Baubigné. Els imperials van tornar a Cholet l'endemà.

## Pèrdues
Segons el baró Saunier, inspector general de la gendarmeria, les pèrdues de la línia 26 van ser 10 homes morts, ferits en proporció i presoners. En les seves memòries, Simon Canuel afirma que gairebé tots els combatents imperials de les companyies d'elit van ser morts o ferits i que 22 van ser fets presoners. L'any 1819, l'historiador reialista Berthre de Bourniseaux va fer un balanç de 10 morts i 15 ferits pel costat de Vendéans, enfront dels 40 morts o ferits i 20 presoners entre els imperials. Émile Gabory fa 30 morts i altres ferits per als imperials.
Elaborat després del final de la guerra amb l'objectiu de pagar ajuts a les famílies de les víctimes, la declaració de pèrdues del 4t cos -que comandava Auguste de La Rochejaquelein- mostra 14 soldats vendéans morts durant la batalla d'Échaubrognes.
En les seves memòries, André Mercier du Rocher afirma que 54 imperials van ser capturats pels Vendéans, que 28 d'ells van ser alliberats i els altres 26 afusellats. Tanmateix, segons l'historiador Aurélien Lignereux, les mateixes opinions republicanes de Mercier du Rocher fan sospitar aquestes al·legacions, cap altra font esmenta les execucions de presoners a Échaubrognes i sembla que tots els soldats imperials capturats per les tropes de La Rochejaquelein foren alliberats. En total, 66 soldats imperials van ser fets presoners pels vendeans durant tota la campanya de 1815.